# Hrabstwo Upshur (Teksas)

Piramida wieku hrabstwa

Hrabstwo Upshur – hrabstwo położone w USA w stanie Teksas. Utworzone w 1846 r. Siedzibą hrabstwa jest Gilmer. Według spisu w 2020 roku hrabstwo liczy 40,9 tys. mieszkańców, w tym 80,3% stanowiła ludność biała nie-latynoska.

## Mormoni i muzułmanie
Hrabstwo Upshur wyróżnia się tym, że posiada największą osadę w Teksasie zorganizowaną przez Kościół Jezusa Chrystusa Świętych w Dniach Ostatnich. Na przełomie XIX i XX wieku mormońska misja zorganizowała kolonię w Kelsey. W 2010 roku mormoni stanowią 3,8% populacji hrabstwa, najwięcej w Teksasie. 
W 2010 roku 6,5% populacji stanowią muzułmanie, co również jest ponadprzeciętnym wynikiem (trzecim w Teksasie i dziewiętnastym w Stanach Zjednoczonych).

## Gospodarka
W 2017 roku 27% areału hrabstwa stanowią obszary leśne. 
- hodowla drobiu (25. miejsce w stanie), bydła, kóz, koni i świń[5]
- przemysł mleczny (28. miejsce)[5]
- produkcja siana[5]
- wydobycie gazu ziemnego[6]
- akwakultura[5]
- uprawa warzyw, winogron, brzoskwiń i orzechów pekan[5].

## Sąsiednie hrabstwa
- Hrabstwo Camp (północ)
- Hrabstwo Morris (północny wschód)
- Hrabstwo Marion (wschód)
- Hrabstwo Harrison (południowy wschód)
- Hrabstwo Gregg (południe)
- Hrabstwo Smith (południowy zachód)
- Hrabstwo Wood (zachód)

## Miasta
- Big Sandy
- East Mountain
- Gilmer
- Gladewater
- Ore City
- Union Grove
- Warren City